# 北上江釣子インターチェンジ
北上江釣子インターチェンジ（きたかみえづりこインターチェンジ）は、岩手県北上市北鬼柳にある、東北自動車道のインターチェンジ。
東日本高速道路株式会社東北支社北上管理事務所が供設されている。
インターチェンジの名前にもある江釣子とは、供用開始当時は所在地が江釣子村にあったため。

## 道路
- E4 東北自動車道（38番）
- 接続する道路：国道107号

## 沿革
- 1977年（昭和52年）11月19日 - 東北自動車道一関ICから盛岡南ICまでが開通し供用開始する。

## 料金所
- ブース数：6

### 入口
- ブース数：2
  - ETC専用：1
  - 一般：1

### 出口
- ブース数：4
  - ETC専用：1
  - 一般：3

## 周辺
- 北上駅
- 村崎野駅
- 北上市立博物館
- サトウハチロー記念館
- 利根山光人記念美術館
- 江釣子ショッピングセンター パル
- 江釣子古墳群
- 江釣子歴史資料館

## 隣
E4 東北自動車道
(36-1)北上金ヶ崎IC/PA - (37)北上JCT - (38)北上江釣子IC - (38-1)花巻PA/SIC - (38-2)花巻南IC